# Хюрюнсалми
Хю́рюнсалми (фин. Hyrynsalmi) — община в восточной части Финляндии, в провинции Кайнуу. Население составляет 2732 человека (на 31 января 2011 года); площадь — 1521,36 км², из которых 100,32 км² заняты водными объектами. Плотность населения — 1,92 чел/км². Официальный язык — финский (родной для 98,7 % населения).
С 1989 года в Хюрюнсалми ежегодно проводится чемпионат по болотному футболу (с 2000 года чемпионат стал международным).

## Населённые пункты
Деревни общины: Вяйсяля, Карпинваара, Кютёмяки, Лиетекюля, Луванкюля, Мойсиоваара, Нуоттикюля, Оравиваара, Пеканкюля, Тапаниваара, Теериярви, Хааполанваара, Хойкка, Хококюля, Хюрюнсалми.